# Капустин, Фёдор Яковлевич
 Фёдор Яковлевич Капустин  (1856, Омск — 1936, Ленинград) — русский физик.

## Биография
Происходил из дворян, родился 27 февраля 1856 года[по какому календарю?] в Омске. Племянник Д. И. Менделеева:256, брат Михаила Капустина. Получил домашнее первоначальное образование, в дальнейшем учился в Томской и Санкт-Петербургской гимназиях.
В 1875 году поступил в Санкт-Петербургский университет на физико-математический факультет, 15 декабря 1880 года окончил его со степенью кандидата.
1 сентября 1880 года был назначен лаборантом химической лаборатории профессора Д. И. Менделеева.
В 1881 году начал преподавать математику в Нарвской гимназии, был в ней классным наставником, членом хозяйственного комитета и библиотекарем. С 1 июля 1882 года преподавал математику и физику во Второй Санкт-Петербургской гимназии.
В конце 1883 года вместе с А. С. Поповым принял приглашение на преподавательскую работу в Минном офицерском классе в Кронштадте, взял для преподавания курс механической теории тепла. Знакомство с Поповым переросло в дружбу, которая сыграла большую роль в научной деятельности Ф. Я. Капустина.
В 1887 году Русским физико-химическим обществом (РФХО) был командирован (как и А. С. Попов) для наблюдения полного солнечного затмения 7 августа 1887 года в Красноярск.
В 1889 году женился на Августе Поповой, выпускнице Академии художеств и сестре А. С. Попова:256. В 1889 году перешёл на службу в Санкт-Петербургский университет лаборантом при физическом кабинете. В 1889 году был назначен исполняющим должность экстраординарного профессора в Томский университет.
В апреле 1895 года присутствовал на заседании РФХО в Санкт-Петербурге, где Попов выступил с лекцией «Об отношении металлических порошков к электрическим колебаниям» и демонстрацией прибора для приёма электромагнитных колебаний, участвовал в обсуждении доклада:43—44.
После открытия в 1895 году Рентгеном X-лучей в 1896 году Капустин выписал из Германии рентгеновскую трубку и получил первые в Томске рентгеновские снимки. Владея стеклодувным мастерством, впоследствии сам изготавливал рентгеновские трубки.
Участвовал в подготовке вновь ожидаемого солнечного затмения 1896 года. Тогда Попов не мог принять участие в экспедиции, но прислал Капустину свой грозоотметчик, который был установлен на кровле специально выстроенной будки для исследования перемен в атмосферном электричестве, вызванных излучением Солнца во время затмения, когда оно закрыто от земли Луной.
В 1896 году по результатам защиты диссертации был утвержден магистром физики.
В 1908 году вернулся в Санкт-Петербург. С 1909 по 1918 годы преподавал физику на женских Бестужевских курсах.
После революции 1917 года был членом Петроградской Научной комиссии при управлении уполномоченного научно-техническим отделом ВСНХ.
Умер в возрасте 80 лет в 1936 году в Ленинграде. Похоронен на Литераторских мостках.

## Награды
- орден Св. Станислава 3-й ст. (1884)
- орден Св. Анны 3-й ст. (1891)
- орден Св. Станислава 2-й ст. (1896)
- орден Св. Анны 2-й ст. (1902)
- орден Св. Владимира 4-й ст. (1906)
- Медаль «В память царствования императора Александра III»
- Медаль «В память 300-летия царствования Дома Романовых»